# Ауэрбах, Александр Андреевич
Алекса́ндр Андре́евич Ауэрба́х (12 [24] февраля 1844, Кашин, Тверская губерния — 9 [22] июня 1916, Старая Русса, Новгородская губерния) — российский горный инженер, промышленник, создатель и организатор производств, учёный.

## Биография
Родился в 1844 году в Кашине, Тверской губернии. Сын врача.
В 1856 году поступил в Институт корпуса горных инженеров, окончив в 1863 году, был прикомандирован при работах по артезианскому колодцу, производившихся тогда в Экспедиции заготовления государственных бумаг.

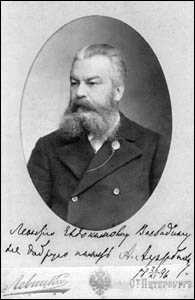
Фото С. Л. Левицкого (1896)

С 1864—1867 годах по поручению горного департамента, осуществлял разведку каменного угля на Самарской луке.
В 1868 году защитил диссертацию: «О турмалине русских месторождений» и был избран адъюнкт-профессором Горного института по кафедре минералогии, которую оставил в 1871 году, приняв заведование разработкой каменноугольных копей французской компании «Societ é Miniè re et Industrielle» в Донецком бассейне. С этих пор Ауэрбах всецело предался практической деятельности.
C 1876 года начал заниматься консультацией по горнозаводским делам.
Инициатор первого (1874) и активный участник последующих Съездов горнопромышленников Юга России. Один из организаторов Совета Съезда горнопромышленников Юга России в 1877 году.
В 1884 году основал Турьинское горное училище в Турьинских рудниках.
В 1881—1896 годах управлял Богословским горным округом. Развил и усовершенствовал медеплавильное производство в округе.
В 1893 году подписал контракт с Управлением Сибирской железной дороги на поставку 5 000 000 пудов стальных рельсов, для выполнения которого на берегу реки Каквы построил новый Надеждинский металлургический завод с полным циклом производства. По его инициативе в округе организовано производство серной кислоты, фосфора, хромпика, бочек, огнеупорного кирпича, построены стекольный и цементный заводы, электролитная фабрика и механические мастерские.
С 1912 года — председатель правления Инзерского горнозаводского общества, владевшего чугуноплавильными заводами на Южном Урале. Спроектировал железнодорожную ветку между городами Уфа, Верхнеуральск и Троицк, которая соединила бы кратчайшим путём Центральную Россию со степными районами Сибири и Казахстана, но Первая мировая война помешала осуществить задуманное.
Ауэрбах написал несколько монографических описаний минералов, — напечатанных в Горном журнале. Лучшей из этих работ считается монография о целестине: «Krostallographische Utersuchung des Cölestins» («Записки Венской Академии наук», 1869 г. и «Горный Журнал», 1873, т. III).
Заслуга Ауэрбаха на научном поприще состоит в том, что он первый в России к исследованию минералов применил микроскопический метод, тогда ещё новый даже за границей.
Он развил ртутное производство, до него в России неизвестное, основал первый в России ртутный завод близ станции Никитовки, Бахмутского уезда Екатеринославской губернии. Кроме упомянутых научных трудов, Ауэрбах напечатал в «Записках Минералогического общества» «Наблюдения над кристаллами топаза под микроскопом» (1879), «Описание гониометра собственного изобретения для измерений кристаллов под микроскопом» (1870); «Описание главных минералогических кабинетов Европы» («Горный Журнал», 1870) и др.
А. А. Ауэрбах — герой исторической миниатюры Валентина Пикуля «Ртутный король России».

## Семья
Жена — Софья Павловна, урожд. Бергхольц (1844—?). Её родная тётя (сестра отца) — писательница Юлия Фёдоровна Ауэрбах (урожд. фон Берхгольц).
Дети:
- Сергей (1875—1914). С 1912 года — член Императорского Российского автомобильного общества, Генеральный комиссар 4-й Международной автомобильной выставки, за участие в которой был награждён орденом Почётного Легиона (1913)[3][4].
- Владимир (1876 — после 1919), горный инженер, специалист по разработке угольных месторождений[5][6].
- Анатолий (1881—1910). Окончил Петербургский горный, работал в акционерном обществе «Ртутное дело А. Ауэрбах и К°».